# ツナグ
『ツナグ』は、辻村深月の著した連作短編小説、およびそれを原作にした日本映画である。
第32回吉川英治文学新人賞受賞作。2014年2月現在、69万部のベストセラーとなっている。
2014年2月1日発売の『yom yom』2014年冬号より、続編となる「ツナグ2」の連載が開始されている。

## あらすじ

### アイドルの心得
- 初出：『yom yom』vol.12〈2009年9月〉[4]

依頼人、平瀬愛美の視点で語られる。
愛美は、子どもの頃から家族に疎まれてきたことで自信がなく、会社でも人間関係に悩んで、重度のストレスから4年前にはうつ病を発症した。そんなとき、無理矢理誘われた飲み会で気分が悪くなり、同僚に路上に放置された。そして、過呼吸を起こしていたところに、人気アイドルの水城サヲリが通りかかり、介抱した。それ以来、愛美はサヲリのファンになった。そのサヲリが3か月前に心不全で亡くなった。愛美は、死者と再会させてくれるという使者（ツナグ）の存在を知り、サヲリとの再会を依頼した。
使者との面談の場に現れたのは、ギャルソンのダッフルコートを着、古い大学ノートを抱えた男子高校生であった。使者は、一通り死者との面会についてのルールを説明し、正式に依頼するか確認すると、愛美は依頼すると答えた。
面会当日、愛美が指定された品川の高級ホテルにやってくると、使者の少年が待っていた。騙されているかもしれないと思いながらも、愛美が指定された部屋に入ると、そこにはサヲリがいた。サヲリは、愛美を路上で助けたことは憶えていなかったが、彼女が贈った手紙やプレゼントのことは憶えていると言い、手紙の中に死にたいと書いてあったのを指摘し、死ぬのを止めるために会うことにしたと語った。また、愛美にこっちに来てはだめだと言い、すぐに謝る癖は改めるようにアドバイスした。そして、自分に引導を渡してくれてありがとうと感謝し、夜明けと共にサヲリは姿を消した。
愛美がロビーに戻ると、使者が待っていた。感想を求められた愛美は、「アイドルって、すごい」と答えた。

### 長男の心得
- 初出：『yom yom』vol.13〈2009年11月〉[5]

依頼人、畠田靖彦の視点で語られる。
2年前、靖彦の母ツルが癌で亡くなる前、ツルが使者に依頼して、靖彦が高校3年生の時に亡くなった父に会ったと語った。そして、自分が死んだ後に家のことで困ったことが生じたら、使者に連絡して自分を呼び出すよう靖彦に言い残した。
靖彦は遊ばせていた山を売ることにしたが、権利書が見つからないので母に尋ねる必要を感じ、そのため母が教えてくれた使者の連絡先に電話をかけたと語る。一方で、靖彦は、一人息子であり、祖父の代から続く工務店の跡取りである太一が、弟の息子や娘たちと比べておとなしく、愚鈍に見えることを心配していた。そして、自分以外の親族が、太一を高く評価するのが理解できなかった。
約束の場に現れた使者が高校生だったため、靖彦は彼に高圧的で傲慢な態度を取った。そして、親はこんなことをやっているのを知っているのか、学校に入っているのかと尋ねた。使者の少年は、ぎこちない笑顔を浮かべ、答えられないと答えた。
面会当日、使者は靖彦に、先日の質問の答えとして、自分には両親ともいないと答えた。靖彦は変なことを聞いて悪かったと答えた。
靖彦が面会場所の部屋に入ると、ツル本人が迎えた。頬に触れられ、靖彦の目に涙がにじんだ。ツルは、山を売るというのは嘘だと指摘した。靖彦はそれを認め、自分の病名を知っていたかとツルに尋ねた。ツルが癌だと診断されたとき、弟の久仁彦は孫や親戚には告知しようと言ったが、靖彦はそれを止めた。その結果、ツルが亡くなった時に、太一や姪の美奈からは「知っていればもっと会いに行ったのに」と責められた。自分の判断が正しかったのか、靖彦は知りたかったのである。しかし、代わりにツルは、「あんたは優しいよ」と答えた。そして、久仁彦を大学にやると言いながら、実は追い出したのではないか、自分が店を継いで悪かったと気に病んでいることを、自分も嫁の祥子も気づいていたし、たぶん久仁彦本人も気づいていた、もうそのことは気にするなと言った。ツルは、太一のことをいい子だと語った。そして、自分がどうして使者に依頼して夫に会ったのかまだ分からないのかと靖彦に尋ね、人の親ならいつか分かると言い残して消えていった。
面会後、感想を求める使者に、靖彦は「本物だと騙されそうになった」などと憎まれ口を叩いた。しかし、すぐに感謝の意を表し、名刺を使者に手渡して、困ったことがあったらいつでも連絡してほしいと言った。
その数年後、ツルの遺した日記から、彼女が使者に依頼して靖彦の父に会ったときの記述を見つけた。ツルは、太一を連れて会いに行っていた。彼女は、太一を畠田家の跡取りとして夫に紹介したのだと靖彦は悟った。そして、父が太一の頭を撫で回したように、自分もいつか太一の子にそうするのだろうかと思った。

### 親友の心得
- 初出：『yom yom』vol.14〈2010年2月〉[6]

依頼人、嵐美砂の視点で語られる。
嵐美砂と御園奈津は親友同士であった。同じ演劇部に所属し、美砂は1年生の頃から役をもらって演じてきた。自転車の登校路上に坂道があり、その途中に、犬を洗うための水道が外に付いている家があり、美砂たちは部活帰りに時々そこで水を飲ませてもらっていた。そして、奈津があこがれる「アユミくん」とも時々遭遇した。
奈津はいつも美砂を立ててくれたが、何でも一番でなければ気が済まない性格の美砂は、次第に自分が奈津に劣っているのではないかという気持ちにとらわれ始めた。たとえば、奈津がアユミくんのダッフルコートのブランドを調べてきて、それが自分の知らないブランドだったとか、自分が部活中に話をしてもみんなストレッチも稽古も続けるが、奈津がしゃべるとみんなその話に引き込まれて稽古がストップした。
3年生が抜けて、主要な役が美砂たち2年生に回ることになったとき、美砂の他に奈津も主役に立候補し、オーディションで奈津が選ばれ、美砂は裏方を任された。そして、奈津の練習のため、二人は別々に登校することになった。次第に嫉妬心が高まっていく美砂は、奈津が怪我をすればいいと思うようになり、12月の帰り道、凍った路面で奈津がスリップすることを願って、坂道の水道をひねった。翌朝、奈津は坂の途中で自転車ごと滑り落ち、下の道で車と衝突して亡くなった。美砂は、奈津が救急車の中でうわごとのような言葉をつぶやいた中に、「嵐、どうして」という言葉があったと聞いた。美砂は、水道をひねる自分の姿を奈津が見ていたのではないかと思った。現場検証の結果、坂道は凍っていなかったことが分かったが、かつて奈津がしていた使者の話を思い出した美砂は、もしも別の人が使者を通じて奈津に会えば、自分が殺意を持って水道をひねったということを話すのではないかと恐れた。そうなる前に奈津に会い、自分から殺意があったことを告白して謝罪し、しかし坂道は凍ってなかったということを伝えようと考えた。
ようやく探し当てた使者が、あのアユミくん＝渋谷歩美だということを知って、美砂は驚いた。会話に困った美砂は、奈津が歩美のダッフルコートについて自分に語ったセリフをそのまま語った。奈津に会いたい理由を問われると、親友だからと大声で答えた。面会した奈津は、自然な態度で美砂を迎えた。そこで美砂は、奈津が水道のことを知らないのだと感じ、綺麗な気持ちのままあの世に行ってほしいと思った。ここで謝罪することは、自分が楽になりたいだけだと思い謝罪することをやめた。別れる直前、奈津は歩美から伝言を聞いてくれと美砂に願った。
奈津からの伝言を尋ねると、「道は凍ってなかったよ」と歩美は答えた。美砂は、奈津が自分のやったことを知っていたのだと悟った。しかし、自分からそれを告白して謝罪しなかったため、奈津は自分もその話題を持ち出さず、親友に戻れる最後の機会を奪ったのだと美砂は思った。そして、困惑する歩美の前で、激しい後悔の念にさいなまれて泣き崩れた。

### 待ち人の心得
- 初出：『yom yom』vol.15〈2010年4月〉[7]

依頼人、土谷功一の視点で語られる。
9年前の春、功一は飲み会の帰り、強風にあおられた少女が看板にぶつかり、額を怪我したのに出くわして、救急車で病院に同行した。日向キラリと名乗った少女は、後日電話をかけてきて、お礼に食事をごちそうしてくれたが、お金が足りないことが分かって結局功一が貸すことになった。知らないことを知らないと素直に認め、功一の言葉に心から感動し、貸した金も律儀に返すキラリに、功一は次第に好意を抱くようになり、やがて二人は功一の部屋で同棲を始めた。しかし、出会って2年後、功一のプロポーズを受け入れたキラリは、バイトの友だちと旅行に行くと言って出かけたまま、帰ってこなかった。一緒に行ったはずの友だちは、旅行に行くことは聞いていないと言った。また、彼女が語った実家の住所はでたらめだったことが分かった。そして、その後もキラリの手がかりは全くつかめなかった。同僚の大橋も警察もキラリにだまされていたのだと指摘したが、プロポーズの指輪を受け取った時の「うれしい」と言った表情が、嘘や演技だとは功一にはどうしても思えなかった。そこで、彼はずっとキラリと暮らした家に住み、彼女の帰りを待ち続けていた。
キラリが失踪して7年後、功一は過労のせいで肩を痛めて病院に行き、そこで出会った老婆に、会いたい人がいるのではないかと指摘された。そして、使者について教えられた功一は、迷った末に使者に連絡できるという番号に電話をかけた。
依頼後に連絡してきた使者の少年は、キラリの本名が鍬本輝子といい、7年前のフェリー事故で亡くなったと告げた。
面会当日、功一は指定されたホテルに1時間早く到着した。そして、もしキラリに会ってしまうと、自分の中で生きていたキラリの死を認め、彼女を確実に殺すことになるのだと思って怖くなり、ホテルに入らずに逃げ出してしまった。喫茶店に逃げ込んでうつむいていると、使者が飛び込んできた。そして、功一に「甘えるな」と叱咤し、キラリだって自分の死が功一の中で確定するのがつらいのに、功一に先に進んで欲しいから会うことを決めたのだと言い、キラリに会ってくださいと懇願した。
ホテルの部屋で待っていたキラリは、身の上を話し始めた。出会った当時は20歳と言っていたが、実は17歳で、熊本の実家にいる頃は親子げんかが絶えず、思いつきで家出して東京に出てきて功一に会ったと語った。そして、功一にプロポーズされたことで、ちゃんと両親に会って謝っておかなければと思い、友だちとの旅行を装って出かけたところ、フェリー事故に巻き込まれたと語った。そして、君のために何もできなかったと言う功一に、キラリは幸せだったと語った。そして、クローゼットの中に「大事な物入れ」があるから、それを親に渡して欲しいと願った。それから、「大好き」という言葉を残して、キラリは消えてしまった。
功一が見つけた「大事な物入れ」の缶の中には、鍬本輝子の生徒手帳の他、2人で食べたキャラメルポップコーンの容器や一緒に観た映画の半券が入っていた。生徒手帳から実家の住所を知った功一は、この缶を自分の手で両親の元に持っていき、おそらく未成年の娘と暮らしていた自分を罵るだろう彼らと、盛大にケンカしようと決意した。

### 使者の心得
- 初出：『yom yom』vol.16〈2010年6月〉[8]

これまでの4話とその前後のエピソードが、歩美の視点で語られる。歩美が高校2年生の11月から3月までの期間の物語である。
歩美の祖母アイ子は、心臓病で入院したのを機に使者の仕事を歩美に継いでもらいたいと言い出し、歩美はそれを了承した。その際、アイ子は歩美に会いたい人はいるかと尋ねた。歩美は、両親のことを思い浮かべるが、しばらく考えさせて欲しいと答えた。歩美の両親は、彼が小学1年生の時に謎の死を遂げ、浮気を疑われた父が母を絞め殺し、舌を噛んで自殺したのだろうということになっていた。
こうして使者の仕事を継ぐことになった歩美は、しばらくは見習いとして経験を積むため、依頼人と会って詳しい依頼を聞き出すことと、死者と依頼人との面会の日にホテルで立ち会うことから始めることになった。そして、平瀬愛美と畠田靖彦の依頼について、仲介の手伝いを果たした。続く、嵐美砂の依頼では、歩美が彼女に御園奈津からの伝言を伝えたとたん、美砂が半狂乱になる姿を見て、面会が必ずしも生者と死者の双方にとって幸せな結末になるわけではないことを知った。
次に、アイ子が自分で声をかけた土谷功一が、失踪した婚約者の日向キラリに会いたいと依頼してきた。歩美はアイ子がキラリを呼び出す場面を見学した。キラリは、しばらく迷った末に面会を了承した。その際、歩美は、死者の魂をあの世から呼び出すというより、この世に残っているその人の欠片や記憶をかき集めているような印象を持った。だとしたら、死者は面会の記憶をどこかに持ち越すことができず、ただ依頼人の記憶にしか残らない。面会は単に死者を利用して生者が先に進もうとする行為であり、生者の側のエゴ、死者に対する冒涜ではないのかという疑問を抱くようになった。
先輩たちの卒業式の日、歩美は美砂が主役を演じる奈津の追悼公演を観に行った。そして、その演技に圧倒された。公演後に舞台に向かった歩美は、他の生徒たちのように感極まった様子ではなく、1人で唇をかみしめて衣装をつかんでいる美砂を見つけ、声をかけるのをやめた。
功一とキラリの面会の日、功一は約束の時間を過ぎても現れず、電話にも出なかった。雨の中探しに出た歩美は、途中で愛美に会った。彼女は、以前会ったときよりも声が落ち着き、おどおどした敬語は消えていた。歩美が自分に依頼して良かったかと尋ねると、愛美は良かったと答えた。歩美は今の愛美が何に支えられ、美砂がなぜ演劇を続けるのかも分からないが、きっと再会したサヲリや奈津の視線を自分の中に持っているのだろうと思い、死者との面会にも意味があることを悟った。そして、かつて両親と暮らした家や両親のことを思い出した。愛美から傘をもらって再び功一を探し始めた歩美は、喫茶店にその姿を発見し、彼を叱咤し、キラリに会うよう懇願した。
正式に使者の力を引き継ぐ日、歩美はアイ子が一度父に使者の力を譲ったのではないかと言った。そして、母が鏡を覗いてしまったため、両親は死んでしまったのではないかと。アイ子はそれを認め、使者のことは母にも言ってはならないと自分が父に命じたため、母が父の浮気を疑うようになり、鏡を見つけてしまったのだと泣いた。しかし、歩美は、きっと父は母に使者のことを話しており、鏡を覗くなと強く警告しなかったため、母は、父と仲違いをしたまま亡くなった祖父を父に会わせたくて、鏡を自分で使おうとしたのではないかと語った。それを聞いたアイ子は、それこそ真実だと悟って嗚咽を漏らした。
歩美は、将来別の人に使者の力を譲ったら、アイ子に会いたいと言った。そしてアイ子は、歩美に使者の力を引き渡す儀式を始めた。

## 登場人物

### 主人公とその親族
渋谷歩美（あゆみ）
本作の主人公。創永高校2年生。祖母アイ子から使者の仕事を受け継ぐよう言われ、見習いとして死者と依頼人の仲介役を始める。物語の終盤で、正式に使者の力を譲られる。
グローバーオールとジュンヤワタナベのダブルネームのダッフルコート（15万円）を愛用。
御園奈津はボーイズラブ漫画の主人公アユミに似ていると言うが、嵐美砂は否定。時折、ふてくされた子供のような表情を見せる。
渋谷アイ子
現役の使者。心臓の持病で入院したのを機に、歩美に使者の仕事を譲ろうとする。
兄の定之から使者の務めを受け継ぐ前、若くして亡くなった自分の母親と面会。それは、母親思いの定之にも、使者の務めを通じて母に会わせるためでもあった。
一時、息子の亮に使者の仕事を譲る。その際、妻の香澄に秘密にするよう命じたため、夫の浮気を疑った香澄が亮の鞄から鏡を見つけ、2人とも死んだのではないかと苦しむ。しかし、歩美から、香澄が鏡を見たのは、父から使者の仕事について聞いていたが、使者以外の者が鏡を見たら死ぬとは知らされていなかったため、亡くなった亮の父を呼び出し、父親を亡くして落ち込む亮に会わせるためだったのではないかと言われ、嗚咽する。
秋山定之（さだゆき）
歩美の大伯父（アイ子の兄）で秋山家の当主。いつも山高帽にステッキ、時折羽織袴に二重廻しのマントという時代錯誤な格好だが、よく似合っている。
アイ子の前に使者を務めていたが、アイ子が嫁ぐ際に力を譲った。
渋谷亮（りょう）
歩美の父。故人。フリーのインテリアデザイナー。
歩美が幼い頃、妻・香澄の遺体のそばで舌を噛み切って死亡。事件は、亮が香澄を絞殺後、自殺したものとして処理された。亮が女性とホテルにいたという情報もあり、浮気を疑った香澄と争いになり、殺人に至ったという噂も。
真相は、アイ子が一度亮に使者の仕事を譲ったが、香澄が鏡を見たことで2人とも死亡したことによる。
渋谷香澄（かすみ）
歩美の母。故人。亮の父（アイ子の夫、歩美の祖父）に結婚を反対され、亮と駆け落ち同然で結ばれる。亮の遺体のそばで、喉が締め上げられたようにつぶれた状態で死亡。それは、使者の鏡を見たため。
歩美の祖父
アイ子の夫で亮の父。故人。長く商業高校の校長を務めていた。堅い職業を望んだが、長男の亮が自分の意に反してインテリアデザイナーとなり、決めた縁談も断ったため勘当。以来亮夫妻とは会わず、歩美が小学生になった年に脳梗塞で他界。
しかし、アイ子によると、歩美が幼稚園の頃、歩美の絵が新聞に載ったことを囲碁仲間に自慢し、「ただの孫じゃないぞ、内孫なんだ」と言っていた。
叔父夫婦
両親を亡くした歩美を引き取り、仲良く暮らしている。アイ子とも同居。
渋谷朱音（あかね）
歩美と同居している従妹。

### アイドルの心得
平瀬愛美（ひらせ まなみ）
歩美が見習い使者として最初に仲介した依頼人。
親の期待に応えられず、家族から疎まれており、その心の痛みから自信がない。同僚との人間関係にも悩み、4年前にうつ病を発症。それでも休めず、柚木に無理やり誘われた飲み会で体調を崩し、路上に放置されていたところを、人気芸能人の水木サヲリに助けられる。以来サヲリのファンで、彼女の死後3ヶ月に面会を依頼。
サヲリとの面会で、励ましによって生きる希望を得る。歩美に感想を求められ、「アイドルって、すごい」と答え、初めて笑顔を見せる。
歩美が約束の時間に現れなかった土谷功一を探している時、偶然再会。その時、ずっと親に比較され疎遠だった兄一家と一緒で、以前のようなおどおどした様子はない。死者に会いたいと願うのは生者のエゴではないかと迷う歩美に、自分に依頼して良かったかと聞かれ、「良かったよ」と答える。
水城サヲリ（みずしろ さおり）
3ヶ月前、急性心不全で死亡した芸能人。享年38歳。元売れっ子キャバクラ嬢で、ワイドショーのコメンテーターなど務め、率直な物言いが人気。幼い頃に両親が離婚、母の再婚相手からの暴力で左耳の聴力をほとんど失い、母をその男と離婚させるために水商売へ。芸能界によくある後ろ暗い人脈はなく、恋愛スキャンダルも一度もなく、生活も質素で、芸能人仲間からの評価も高かった。
使者の交渉でアイ子に呼び出された時、自分の死を十分受け入れておらず、アイ子に八つ当たり。しかし、ただのファンである愛美からの面会依頼を聞き、彼女からもらったファンレターを思い出し、彼女が死ぬつもりだと悟って依頼を受ける。
マナミという友人がいて、その人のことを思い出すという理由で、愛美のことを「平（ひら）ちゃん」と呼んだ。
愛美の父
国立大学の教授。成績が悪く内向的な愛美には、あまり関心を示さなかった。
愛美の母
見栄っ張りで、自分の家や家族を自慢に思う。東京で就職した愛美のことを、近所の人には「結婚して海外にいる」と言い、たまに帰省しても、近所の人に見られないうちに帰るよう促す。兄の結婚式にも、間接的な言い方で欠席するよう言ってきた。
愛美の兄
愛美の3歳年上。祖父の代からの学者という家の伝統を受け継ぎ、学者として海外で働く。昔から成績優秀で、生徒会の役職にも積極的に就く活発なタイプ。そのため、両親に可愛がられた。彼自身も愛美の存在を疎んじてきた。
海外で結婚し、幼い娘がいる。
柚木
愛美の同期の女子社員。制服のスカート丈を短くし、マニキュアや髪型について上司に注意されても、相手を不快にさせないよううまくかわす。新入社員の頃は愛美と一緒に昼食を食べ、仲良くしていたが、次第に愛美を見下し、陰口を叩くようになる。自分の仕事を愛美に押しつけたり、タクシー代などを立て替えさせて返さなかったりするなど、利用してきた。飲み会に無理やり誘った時、体調を崩した愛美を路上に放置。

### 長男の心得
畠田靖彦（はただ やすひこ）
50代、地方の工務店の社長。使者についてはほとんど信じていなかったが、山を売るための権利書のありかが分からないため、2年前に亡くなった母ツルの遺言に従い、母との面会を依頼。本当は山を売るつもりはなく、ツルが亡くなる前、自分の判断で彼女が癌であることを孫や親戚に告知しなかったため、死後太一や美奈や他の親戚に「知っていたらもっと会いに行ったのに」と責められ、自分の判断が正しかったのか確認したかった。
自分が長男であることに気を張って生きてきたが、その器ではないとも思い、弟の久仁彦に負い目を抱いてきた。それを、再会したツルに指摘され、解放される。
歩美が子供であるため、最初に会った時は傲慢な態度だったが、歩美が両親を亡くしていたことを知ると、言葉を失い、見下すような発言をしたことを謝罪。面会後、歩美に感想を求められると、「つい、本物だと騙されそうになった」と憎まれ口を叩きながらも感謝し、何か困ったことがあれば連絡するようにと名刺を渡す。
一人息子の太一が、従兄妹たちに比べて成績も悪く、おとなしい性格であることを心配し、ツルが生きていれば太一が畠田家の跡継ぎとしてふさわしいと思うかどうか疑問に思っていた。再会したツルが太一をいい子だと言っても信用できなかったが、ツルとの再会の数年後、ツルの日記を見つけ、彼女が2歳の太一と一緒に亡父と会ったことを知る。そして、彼女が太一を畠田家の跡継ぎとして父に会わせたのだと悟る。
畠田ツル
靖彦の母。2年前に癌で亡くなる前、自分がかつて使者に依頼し、亡くなった夫と面会したことがあると教え、自分が死んだ後、家のことで困ったことがあれば、使者に連絡して自分を呼び出すように言い残した。
靖彦の依頼で呼び出されると、もう久仁彦を追い出して家業を継いだなどと考えないよう諭す。そして、なぜ自分が使者に依頼して夫に会ったのか、いずれ分かると言い残して消える。
畠田太一
靖彦の息子。地元の私立大学3年生。おとなしい性格で、靖彦は本家の跡取りとして男らしさに欠けると思っている。しかし、他の親族たちは太一のことを高く評価している。
靖彦がツルと面会して数年後には家業を継いでおり、結婚している。
2歳の時、ツルが使者に依頼して夫に会った際、一緒に面会している。
畠田祥子（はただ しょうこ）
靖彦の妻。頑固ですぐに大声を出す靖彦をよくたしなめ、その言い方や内容が年々ツルに似てきていると靖彦は感じている。ツルによると、靖彦が長男という立場に自信がなく、弟の久仁彦に負い目を感じていることを知っている。
靖彦の父
靖彦が高校3年生の時に心臓病で死亡。死ぬ前に財産分与や工務店の今後について指示するなどしっかりした面がある一方、家族が自分の知らないところで何かすることを嫌い、すぐに憎まれ口を叩いた。ツルは、そういうところが靖彦に似ていると言った。
使者に呼び出されてツルと再会した時、初孫である太一を見せられ、涙を流して喜んだと、ツルの日記に記されている。
畠田久仁彦（はただ くにひこ）
靖彦の4歳下の弟。小さい頃から真面目で勉強ができ、靖彦とツルの計らいで東京の大学に入学。大学卒業後は、地元に戻って町役場で働く。祥子によると、対人関係の持ち方が、靖彦が北風なら久仁彦は太陽。
畠田裕紀（はただ ひろき）
久仁彦の息子。太一と同学年だが、半年後に生まれた。成績優秀で県内の有名高校から、東京の名門大学に進学。外資系企業から内定を得たが、本人は大学院に進むことを希望している。
畠田美奈（はただ みな）
久仁彦の娘。成績優秀で県内の有名高校に在籍。ツルの三回忌の時、大学受験の模試で名前が載った全国ランキングを仏壇に供えたが、靖彦が小馬鹿にするような発言をしたため激怒。
トキ
ツルのすぐ下の妹。

### 親友の心得
嵐美砂（あらし みさ）
歩美と同じ創永高校2年生。美人で男子に人気だが、少し攻撃的な雰囲気のため、歩美は苦手。美砂自身も、わがままで一番でないと気が済まない性格だと自覚。
2か月前の年末に自転車事故で亡くなった御園奈津とは親友同士で、同じ演劇部に所属。1年生の頃から高い演技力を評価され、唯一同学年で舞台に立っていた。しかし、奈津が卒業式後に行われる三島由紀夫作「鹿鳴館」で主役に抜擢されたことで、嫉妬心を抱く。そして、奈津が自転車で登校する際に通る坂道の脇の家の水道を出しっぱなしにし、翌朝そこが凍って奈津が自転車で転倒するように仕組む。実際に奈津が事故を起こし、「嵐、どうして」と言い残して死亡。
かつて奈津が使者のことを話していたのを思い出し、他の誰かが奈津と面会する可能性を考える。事故後の現場検証では、水は誰かが止めたらしく、坂道は凍っておらず、事故の原因はブレーキの不具合と判断されたが、もし奈津が自分のやったことを見ていたら、自分に殺されたと思い、それを面会に来た人に話すかもしれない。それを阻止するため、奈津の1回分の面会を消費させ、自分が悪意を持って水を流したことを自ら告白し、しかし道は凍っていなかったことを伝えて誤解を解きたいと思い、使者に依頼。
面会では、奈津が自分と穏やかに話していることから、自分のやったことを知らないのではないかと思い、綺麗な気持ちのままあの世に行ってほしいと考える。ここで謝罪することは、自分が楽になりたいだけだと思い、結局謝罪しなかった。しかし、面会後、歩美から奈津の伝言を聞き、奈津が自分のやったことを知っていたことを悟る。そして、奈津に謝罪して親友に戻る機会を自ら潰してしまったことを知り、激しい罪悪感に苛まれて泣き崩れる。
卒業式後に行われた奈津の追悼公演では、奈津が演じるはずだった「鹿鳴館」の主役を演じ、観に来た歩美を演技で圧倒。
御園奈津（みその なつ）
美砂の親友であり、歩美と同じ創永高校の同級生。2ヶ月前、自転車ごと坂道を転げ落ち、車にぶつかって死亡。亡くなる直前、「嵐、どうして」という言葉を残す。
生前は歩美に憧れの気持ちを抱いていたが、言い出せなかったため、美砂との面会の日に歩美に思いがけず会えて喜ぶ。しかし、歩美のコートについて自分が生前言ったのと全く同じセリフを、美砂が歩美に言ったのを知り、表情を失う。そして、面会の後、もし美砂が歩美に「奈津からの伝言は？」と尋ねた場合には、「道は凍ってなかったよ」と伝えてほしいと歩美に願う。
美砂とは終始穏やかに面会したが、結局謝罪しなかった美砂に、戻ったら歩美に伝言したことがあるから聞くようにと頼んで別れる。
奈津の母
夫と共に蕎麦屋を経営。奈津が死んだ時の「嵐、どうして」という言葉の意味を美砂に尋ねたが、美砂の「分からない。役のことでケンカをしたからかも知れない」という言葉を信じる。そして、奈津が着るはずだった主役のドレスを美砂に渡し、自分が奈津に「いい親友はいいライバルでもある」「やらないで後悔するより、やって後悔する方がいい」と励まして主役に立候補することを勧めたと告白し、仲を悪くさせてしまったことを謝罪。
浅倉
演劇部3年生の先輩で、美砂と奈津を可愛がっていた。
奈津の代役で美砂が主役になって追悼公演を行うことが決まると、稽古を頻繁に見に来るようになる。以前奈津が主役に立候補した時、美砂のいないところで奈津が「私には敵わないよ」と言っていたことを美砂が話すと、それは「嵐には敵わないよ」だろうと指摘し、「親友なら信じてやるように」と諭す。

### 待ち人の心得
土谷功一
都内の映像関連機器会社に勤める30代のサラリーマン。アイコと病院で出会ったことがきっかけで使者のことを知り、7年前に突然失踪した婚約者・日向キラリに会いたいと依頼。しかし、実際にはキラリの生存を信じていたため、会うことで彼女が死んだという事実を認めるのを恐れ、面会の約束の時間にホテルに現れなかった。しかし、歩美に探し出され、叱咤され、会う覚悟を決める。
キラリと再会して、ようやく彼女の死を受け入れ、望むと望まざるとにかかわらず、これから変わらざるを得ないだろうと思う。そして、彼女がクローゼットの中に隠しておいた「大事な物入れ」を見つけ、それを持って彼女の両親に会いに行こうと決意する。
日向キラリ（ひむかい きらり）
功一の婚約者だったが、7年前に友だちと旅行に行くといって出かけたきり、戻ってこなかった。
日向キラリは偽名で、本名は鍬本輝子（くわもと てるこ）。功一には、出会った当時20歳で埼玉県出身だと言っていたが、当時はまだ17歳で熊本の出身。実家にいる頃は親子げんかが絶えず、思いつきで家出して東京にやってきて、功一に出会った。日向キラリの偽名は、東京では風俗で働くことになると覚悟し、自分で考えた源氏名である。
功一に出会って2年後、彼にプロポーズされる。そこで、ずっと連絡していなかった両親に会って謝罪し、結婚することを報告しようと思い、熊本の実家に向かう。しかし、途中でフェリー事故に巻き込まれて溺死してしまった。
使者に呼び出された時、もし功一と再会すると、彼の中で自分の死が確定してしまうことになると思って躊躇するが、彼が7年も待っていたことを知らされ、彼を新しい道に送り出すために会うことを決意した。
再会した功一には、自分が幸せだったと語った。そして、クローゼットの中に「大事な物入れ」を隠してあるから、それを両親に送って欲しいと願う。そして、「大好き」という言葉を残して消えていった。
大橋
功一と同じ会社の同期。いつまでもキラリを待ち続ける功一を心配し、もう忘れるように促す。
大橋久美子
大橋の妻。功一とキラリが同棲を始めた頃はまだ結婚していなかった。功一がキラリにだまされているのではないかと大橋が心配したため、4人で一緒に食事をしたが、その時、キラリをいい子だと評した。

## 用語
使者（ツナグ）
死者に会いたいという依頼人の依頼を受け、依頼人が会いたいと希望している死者を呼び出し、交渉する。その死者が会うことを了承すれば、その死者と依頼人を会わせることができる。
自分に死者の霊を憑依させたり、死者からのメッセージを受け取って伝言したりするのではなく、依頼人と死者を実際に面会させる。その際の死者は、生前と変わらない姿であり、触ることさえできる。どうしてそうなるのかという原理は、使者本人にも分からないため説明できない。
いったん使者になると、自分が会いたいと思う死者と自分で交渉することはできなくなる。ただし、別の誰かに力を譲って使者を辞めれば、新しい使者に依頼して死者と会うことができる。
面会当日には、使者は面会の場に同席することができない。ただ、面会の前、ホテルの部屋に現れた死者に面会の開始を告げ、面会の前後にロビーで依頼人に付き添うだけである。
死者の呼び出しや交渉自体は使者本人にしかできないが、使者以外の者も交渉の場に立ち会うことはでき、面会当日、ホテルの部屋に現れた死者と話すこともできる。アイ子は年を取ってからは、秋山家の使用人に依頼人との面談やホテルでの付き添いを任せてきた。また歩美が使者の仕事を譲られる前にも、経験を積むためにこれらの仕事を代行した。
通常、依頼人から連絡が来るのを待つのが基本だが、アイ子ほど経験を積んだ使者は、死者との面会が必要な人を見抜いて、こちらから依頼を促すということもできる（土谷功一のケース）。
使者の仕事は、秋山家による一種の社会貢献のため、依頼人からの報酬は一切受け取らず、ホテル代などの必要経費はすべて秋山家が支払う。
鏡
青銅でできた鏡で、これを所有する者が使者である。使者は、鏡を使って死者を呼び出し、面会の交渉をする。
力を譲り受ける時、新しい使者は鏡と契約を結ぶ。これにより、前の使者は力を失う。そのため、使者は常に1人だけである。
所有者以外の人間がこの鏡を覗き見ると、覗いた人間ばかりか、管理不行き届きの責任を取られるかのように、所有者も命を取られる。そうなって所有者がいない状態が続けば、覗き込んだ人間が次々死ぬことになるため、契約者は決して他人に鏡を見せないように管理すると共に、責任を持って次の人に鏡と使者の仕事を受け継がせなければならない。歩美の両親が死んだ時は、アイ子が再び鏡と契約を結んで使者に戻り、鏡を管理下に置いた。
秋山家
アイ子の実家である秋山家は、代々占いで生計を立てており、顧客には有名な芸能人や文化人も多く、かなりの財をなしている。占い以外に秋山家に伝わる秘密の仕事が、使者（ツナグ）である。そして、秋山家は使者の仕事にかかる必要経費をすべて支払っている。
使者の力を定之がアイ子に譲り、アイ子が亮や歩美に譲ったのも、秋山家が使者となった者を必ず助けてくれることを知っていたからである。
面会場所
品川にある高級ホテル。面会の際、死者は、鏡と月との間につなげられた道（アイ子は猫の通り道にたとえた）を途中下車するようにして、このホテルの一室に現れる。そのため、満月の時、最も長く死者がホテルの部屋にとどまることができ、雨の日は逆にあまり長くとどまれない。面会を終えた死者は、夜明けと共に部屋から姿を消してしまう。
死者との面会のルール
1人の依頼人が死者に会えるのは、生涯で1度だけ。仮に死者が面会を断った場合は、その依頼は1回分としてカウントされないので、別の機会に別の死者との面会を依頼することができる。また、面会当日であっても、面会が実現する前であれば依頼人がキャンセルすることができ、その場合には改めて同じ死者と面会を約束することができる。
死者が生者と会える機会も1度だけ。すなわち、ある生者に会ってしまうと、他の生者に会う機会は永遠に失われる。そこで、死者は使者から面会を打診されたとき、会いに来て欲しいと願っていた「想い人」との面会の機会を期待して断ることもできる。ただし、死者から生者への面会依頼はできないため、その「想い人」との面会が実現するのは、その人からの依頼があった場合のみなので、「想い人」と会える保証はどこにもない。そこで、最初の面会依頼に応えるかどうかは慎重にならざるを得ない。
面会は生きている間に1回、死んでから1回可能。だから、生前に死者との面会を果たし、自分が死んだ後に生者からの呼び出しに応えて面会するということはできる（たとえば畠田ツル）。
物心つかない赤ん坊なら、面会の場に同席させて一緒に死者に会わせることができる（たとえば畠田ツルは、孫の太一と一緒に夫に面会した）。一緒に面会した赤ん坊が、自分の分の1回を消費するかどうかは説明されていない（生前のツルは、太一が大人になってから自分で使者に依頼できるかどうか知らなかった）。
歩美限定ルール
死者との面会が終わった後、歩美が依頼者に感想を尋ね、それが報酬代わりのルールであるかのように述べているが、実は本来の使者ルールの中にはなく、歩美の希望を容れて、見習いの間だけという限定でアイ子が許可したものである。
依頼人との最初の面談の時、冬の時期にもかかわらず、病院の中庭で話を聞いた。それは、その病院に入院していたアイ子が、面談の様子をうかがうことができるために指示したものである。
薄汚れた古い大学ノート
アイ子から歩美に手渡された、使者の仕事についてのマニュアルが書き込まれた大学ノート。元々はアイ子が亮に使者の仕事を譲ったときに渡したもので、その後亮が書き加えた文章も残されている。
死後の世界
本作の中で、死後の世界について確定的なことは何も書かれていない。しかし、死者たちや使者が、それぞれ自分の感じたところを証言している。
まず、水城サヲリが平瀬愛美に語ったところによると、胸が苦しくなってソファで横になってから（すなわち死んでから）、使者に交渉のために呼び出される3ヶ月後までの「間」が無いという。また、「うまく言えないけど、どこか冷たい場所でずっと眠ってたような感じ」「こっちは暗いよ」と言った。そして、消える間際、「使者の儀式も終わって、晴れて次の場所に行けそう」と言った。
畠田ツルは、靖彦に「親父は向こうにいるのか」と尋ねられ、「死んだ後の世界のことは、自分が死ぬまで楽しみに取っときなさい」と答えた。
歩美は、アイ子が使者を鏡を使って呼び出すところを見学した時、死者の魂をあの世から呼び出すというより、この世に残っているその人の欠片や記憶をかき集めているような印象を持った。それを聞いたアイ子も、呼び出したのが本当にその人の魂かどうか、本当のところは自分にも分からないと言った。

## 映画
2012年10月6日に公開された、使者（ツナグ）の役割を引き継いだ青年の葛藤とツナグの仲介を願う3組6人の再会の物語を描くファンタジードラマ。監督は『ROOKIES -卒業-』の平川雄一朗、主演は『アントキノイノチ』の松坂桃李。
「アイドルの心得」のエピソードはカットされている。また「長男の心得」「親友の心得」「待ち人の心得」も大筋は原作を踏襲しているが細部の演出は異なる。渋谷歩美を主人公兼ストーリーテラーとすることで「使者の心得」に登場するエピソード（両親の死の理由など）も盛り込まれているが、原作が「使者の心得」でそれまでのストーリーを歩美の視点で繰り返すのに対して、映画は通常のドラマのようにひとつづきの時系列で進行するため、歩美の心情、特に面会に立ち会った後にどう思ったかなどは割愛されている部分が多い。
特別試写会では、996人の観客とともに総勢1,001人で映画ヒット祈願に「思いを“ツナグ”小指チェーン」を実施。両隣の人と小指をつなぎ1分間願いごとをしながら腕を揺らす「ロンゲスト・ピンキー・スウェア・チェーン」（指きりげんまん）の最多人数記録に挑戦し、ギネス世界記録公式認定員立ち会いのもとギネス記録を達成している。そのこともあり、2012年10月1-6日放送の朝のワイドショーで特別試写会のニュースの放送時間が35分1秒と最も長時間取り上げられた芸能の話題となった（エム・データ調べ）。
キャッチコピーは「あなたがもう一度、会いたい人は誰ですか?」「奇跡は、一度だけ、想いをつなぐ。」。
全国306スクリーンで公開され、2012年10月6、7、8日の初日2日間で2億9,281万5,500円、動員24万1,686人になり映画観客動員ランキング（興行通信社調べ）で初登場第3位となり、更に公開第2週の土・日曜は興収1億4,274万5,800円、動員は11万7,830人（累計興収6億4,596万5,600円、累計動員54万8,132人）になり映画観客動員ランキング第1位を獲得した。

### あらすじ
男子高校生の渋谷歩美は、生者と死者を一夜だけ再会させる仲介人「ツナグ」としての仕事を祖母アイ子から引き継ぐことになる。ツナグ見習い中の歩美の元へ、亡き母との再会を望む中年男性、親友を亡くした女子高校生、失踪した恋人を捜す男性が訪ねてくる。

### 出演
- 渋谷歩美 - 松坂桃李[15]
- 渋谷アイ子 - 樹木希林[16]
- 土谷功一 - 佐藤隆太[16]
- 日向キラリ - 桐谷美玲[16]
- 嵐美砂 - 橋本愛[16]
- 御園奈津 - 大野いと[16]
- 畠田靖彦 - 遠藤憲一[16]
- 渋谷亮介 - 別所哲也[16]
- 渋谷香澄 - 本上まなみ[16]
- 御園奈々美 - 浅田美代子[16]
- 畠田ツル - 八千草薫[16]
- 秋山定之 - 仲代達矢[16]

### スタッフ
- 原作 - 辻村深月『ツナグ』（新潮文庫刊）
- 監督・脚本 - 平川雄一朗[16]
- 音楽 - 佐藤直紀[16]
- 製作指揮 - 城朋子
- 製作 - 藤本鈴子、長坂信人、市川南、伊藤和明、阿佐美弘恭、藤門浩之、松田陽三、北川直樹
- エグゼクティブプロデューサー：奥田誠治
- Co.エグゼクティブプロデューサー：神康幸
- プロデューサー - 伊藤卓哉、小林誠一郎
- 撮影 - 中山光一
- 照明 - 松本憲人
- 録音 - 小宮元
- 美術 - 花谷秀文
- 装飾 - 寺尾淳
- 編集 - 伊藤潤一
- VFXプロデューサー - 小坂一順
- 監督補 - 塩崎遵
- 助監督 - 土岐洋介
- 記録 - 稲田麻由子
- 製作担当 - 藤原恵美子
- アシスタントプロデューサー - 田口生己
- ラインプロデューサー - 鈴木嘉弘
- 制作プロダクション - オフィスクレッシェンド
- 制作協力 - ドラゴンフライ
- 企画協力 - 新潮社
- 配給 - 東宝
- 製作 - 「ツナグ」製作委員会（日本テレビ放送網、オフィスクレッシェンド、東宝、バップ、D.N.ドリームパートナーズ、讀賣テレビ放送、読売新聞社、ソニー・ミュージックエンタテインメント、札幌テレビ放送、宮城テレビ放送、静岡第一テレビ、中京テレビ放送、広島テレビ放送、福岡放送）
- 企画・製作幹事 - 日本テレビ放送網

### 主題歌
- JUJU「ありがとう」[17]

### 受賞歴
- 第36回日本アカデミー賞 新人俳優賞（松坂桃李）[18]
- 第22回日本映画批評家大賞 主演男優賞（松坂桃李）[19]
- 第34回ヨコハマ映画祭 最優秀新人賞（橋本愛）

### 映像ソフト化
2013年4月24日、Blu-rayおよびDVD発売。